# White Love
Singles de SPEED
Wake Me Up!
(6 août 1997) My Graduation
(18 février 1998)
White Love est le cinquième single du groupe SPEED, sorti en 1997.

## Présentation
Le single, écrit, composé et produit par Hiromasa Ijichi, sort le 15 octobre 1997 au Japon sur le label Toy's Factory, au format mini-CD single de 8 cm de diamètre (alors la norme pour les singles au Japon), deux mois seulement après le précédent single du groupe, Wake Me Up!. Il atteint la 1re place du classement des ventes de l'Oricon, et reste classé pendant 27 semaines. Il se vend à près de deux millions d'exemplaires et restera le single le plus vendu du groupe, devant My Graduation et Steady.
La chanson-titre White Love a été utilisée comme thème musical pour un clip publicitaire de la marque Shiseido. Elle figurera dans sa version d'origine sur le deuxième album du groupe, Rise qui sortira sept mois plus tard en 1998, ainsi que sur les compilations Moment de 1998 et Dear Friends 1 de 2000 ; elle sera interprétée sur les albums live Speed Memorial Live de 2001 (où en figure également une version remixée sous-titrée "Gospel mix") et Best Hits Live de 2004. De plus, le groupe la ré-enregistrera à trois reprises : en 1998 dans une version sous-titrée "Christmas Standard" pour la compilation Moment (en plus de sa version originale ; la version instrumentale de la nouvelle version y figure aussi en titre caché), en 2001 dans une version sous-titrée "New Recording" en face B du single One More Dream, et en 2009 pour l'album de reprise Speedland.
La chanson en "face B", Namaiki (ナマイキ), a également été utilisée comme thème musical pour un clip publicitaire pour des nouilles de la marque Nissin, et figurera aussi sur la compilation Moment mais dans une version remaniée sous-titrée "Ai Version" (愛♡♡♡Version). Le single contient aussi les versions instrumentales des deux chansons.

## Liste des titres
Toutes les chansons sont écrites et composées par Hiromasa Ijichi, arrangées par Yasutaka Mizushima.
| 1. | White Love                            | 5:36 |
| 2. | Namaiki (ナマイキ)                    | 4:16 |
| 3. | White Love (Instrumental)             | 5:36 |
| 4. | Namaiki (Instrumental) (ナマイキ ...) | 4:16 |